# Universal Media Disc
Die Universal Media Disc (UMD) ist ein vom japanischen Elektronikkonzern Sony eigens für die PlayStation Portable (PSP) entwickeltes Speichermedium zum Vertrieb und der Bereitstellung von Computerspielen, Filmen und Musik auf der tragbaren Spielkonsole. Die UMD kam gleichzeitig mit der PlayStation Portable im Dezember 2004 auf den Markt, konnte sich auf Dauer aber nicht durchsetzen. Mit dem Produktionsende der Konsole im Jahr 2014 und der auslaufenden Software-Unterstützung für das Gerät wurde daher auch die UMD kommerziell nicht mehr weiter genutzt.

## Beschreibung
Eine UMD ist ein kleines Speichermedium im ISO 9660-Format. Das optisch einer verkleinerten CD/DVD ähnelnde Speichermedium wird von einer Plastikhülle geschützt, wodurch es in Design und Abmessungen Ähnlichkeiten zu Sonys MiniDisc aufweist. Anders als die MiniDisc besitzt die UMD aber keinen schützenden Schiebemechanismus für die Leseöffnung in der Hülle.
Sony brachte nie Geräte zur eigenen Herstellung oder Beschreibung von UMD-Datenträgern in Umlauf, wodurch die Herstellung und Verbreitung entsprechender Discs exklusiv auf Sony beschränkt blieb. Im Mai 2005 gelang es mehreren Release Groups unabhängig voneinander, UMD-Medien auszulesen. Ihren Angaben nach handelt es sich bei UMD-Medien um Standard-DVDs mit kleinerem Durchmesser, aus dem auch die geringere Kapazität resultiert, ummantelt von einer Plastikschutzhülle. So lassen sie sich mit Hilfe einer USB-Verbindung zwischen PSP und Computer oder PS3 auslesen.

### Technische Daten
- Hüllenabmessungen (BTH): ca. 65 mm × 64 mm × 4,2 mm
- Masse: ca. 19 g
- Disc-Durchmesser: 60 mm
- Maximaler Speicherplatz: 900 MB (single layer), auch 1,8 GB (dual layer)
- Laser-Wellenlänge: 660 nm (roter Laser)
- Verschlüsselung: AES 128 bit

### Regionalcodes
Die meisten UMD-Filme sind beschränkt auf die jeweilige Region, in der der Film verkauft wurde. UMD-Spiele sind dagegen mit dem Regioncode „0“ versehen und damit weltweit mit jedem PlayStation-Portable-System kompatibel. Das System unterscheidet sich vom Regionalcode der DVD nur durch die Zuordnung von Lateinamerika zu Region 1 statt 4.
- Region 0: Weltweit
- Region 1: USA, Kanada, U.S.-Territorien, Latein-Amerika
- Region 2: Europa, Japan, Naher Osten, Ägypten, Südafrika, Grönland, Französische Territorien
- Region 3: Republik China (Taiwan), Südkorea, die Philippinen, Indonesien, Hong Kong, Malaysia, Singapur
- Region 4: Australien, Neuseeland, Pazifische Inseln
- Region 5: Russland, Osteuropa, Pakistan, Indien, Nordkorea, Mongolei sowie der Großteil Afrikas
- Region 6: Volksrepublik China

### Profile
- PSP-Spiele
- UMD-Audio

verwendeter Codec: ATRAC3plus
- UMD-Video

verwendete Codecs: MPEG-4 (Bild), ATRAC3plus (Ton), PNG (Untertitel)
Bei Filmen sind die UMDs mit einem Regionalcode versehen. Spiele und Filme, die einer höheren Version der PSP-Firmware bedürfen, haben diese grundsätzlich mitgeliefert.

## Geschichte
Die UMD kam gleichzeitig mit der PlayStation Portable im Dezember 2004 auf den Markt. Sony plante von Anfang an sein Gerät als Multimedia-Plattform sowohl für Gaming, als auch Film und Musik zu positionieren. Bereits das Value Pack zum Launch der Konsole in den USA enthielt mit Spider-Man 2 einen UMD-Film als Beilage, europäische Käufer erhielten den Film nach Registrierung ihres Kaufes.
Auf Dauer konnte sich das Speichermedium jedoch nicht am Markt durchsetzen. Bereits 2006 gab es Berichte, wonach die Filmbranche unzufrieden mit den Absatzzahlen ihrer Titel sei und daher die Zahl der Veröffentlichungen zurückfahren wolle. Probleme verursachte unter anderem der Preis, der häufig über dem der DVD-Veröffentlichungen lag. Anders als auf DVD boten die UMD-Fassungen allerdings keinerlei Bonusmaterialien. Dem steuerte Sony ab 2008 entgegen, in dem die Preisspanne für neue Veröffentlichungen auf 9,99 bis 14,99 US-Dollar eingegrenzt wurden, was einer Reduzierung der ursprünglich abgerufenen Verkaufspreise zwischen 10 und 25 Dollar entsprach. Zugleich übernahm der Konzern den Großteil der Herstellung und Distribution für seine Geschäftspartner. Weiterhin öffnete Sony die PSP für das Abspielen von offiziellen Digitalkopien gekaufter DVDs.
Auch traten zunehmend digitale Vertriebswege in den Vordergrund. Sony selbst ermunterte Spieleentwickler ihre Titel anstatt via UMD zunehmend digital über das PlayStation Network zu vertreiben. Mit der PSP Go veröffentlichte Sony 2009 sogar eine Revision ihrer Spielkonsole, die gänzlich ohne UMD-Laufwerk auskam. Die Nachfolgekonsole PlayStation Vita wechselte 2012 für den Vertrieb ihrer Spiele auf ein proprietäres Speicherkartenformat. Als Sony 2014 das Produktionsende der PlayStation Portable bekannt gab, läutete das Unternehmen damit auch das kommerzielle Ende UMD ein.